# 失控特工
《失控特工》（羅馬化：Geroy）是2019年俄羅斯情報電影，由克倫·奧根尼西恩（Karen Oganesyan）執導。 亞歷山大·彼得罗夫飾演俄羅斯間諜安德烈·羅丹（Andrey Rodin），他在離開家鄉數年後被迫恢復行動。 這部電影其他主演包括賽佛蘭娜·科契柯娃、維拉狄默·馬西科夫和康斯坦丁·拉朗尼柯。

## 角色
- 亞歷山大·彼得罗夫 飾演  安德烈·奧列戈，青春組織的特工。
- 賽佛蘭娜·科契柯娃 飾演 Mariya "Masha" Rakhmanova，Andrey Rodin的摯愛，青春組織的特工。
- 維拉狄默·馬西科夫 飾演 Andrey Rodin的父親Oleg Rodin，前SVR上校，情報學校“青春”的計畫者。
- 康斯坦丁·拉朗尼柯 飾演 Maksim Mikhailovich Kataev，SVR總監
- 瑪麗娜·佩特連科（Marina Petrenko）飾演佐托瓦（Zotova），駐莫斯科的SVR總部運營官。
- Anastasiya Todoresku 飾演 Helena Burger，SVR代理商
- 托比亞斯·阿斯博林 飾演 Mark Polson，美國富商

## 製作
拍攝於2018年4月開始，在歐洲、加里寧格勒和莫斯科進行。

## 資料參考
1. ↑  . 2019god.net.   [2020-06-26]. （原始内容存档于2019-08-11） （俄语）.
2. ↑  . IVI.tv （俄语）.[永久]
3. ↑  .   [2020-06-26]. （原始内容存档于2019-09-26）.

## 外部連結
- 互联网电影数据库（IMDb）上《Hero》的资料（英文）